# Amøbocyt
En amøbocyt, eller amoebocyt, er en fritlevende celle (bevæger sig som en amøbe) i kroppen på hvirvelløse dyr inklusive pighuder, bløddyr, sækdyr, havsvampe og visse klosaksdyr (Chelicerata). De bevæger sig med 'pseudopodia', (en slags cellefødder).
Ligesom visse af de hvide blodlegemer hos hvirveldyrene, findes amøbocytter hos mange arter hvirvelløse dyr i blodet eller blodvæsken, og medvirker til at forsvare organismen mod patogener (sygdomsfremkaldende organismer eller substanser). Afhængig af typen kan en amøbocyt også fortære og fordele næringsstoffer, fjerne affaldsstoffer, danne skeletagtige fibre, bekæmpe infektioner og ændre sig til andre celletyper.
Amøbocyter i havsvampe, kendt som archaeocyter, er celler i svampens mesohyl ("skeletstruktur"), som kan ændre sig til enhver af svampens specialiserede celler.

I sækdyr er de blodceller, som anvender pseudopodia til at angribe patogener, som kommer ind i blodet, transporterer næring, fjerner affaldsstoffer, og reparerer / udvider sækken (kroppen).
Limulus amebocyte lysate, et vandigt ekstrakt fra amøbocyter fra dolkhalen, bruges til at teste for bakterielle endotoxiner.
I ældre litteratur bruges ordet amøbocyt af og til synonymt med fagocyt.